# 幡多郡

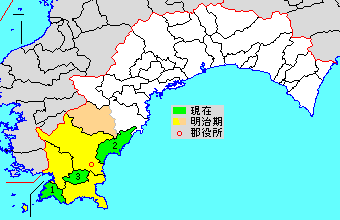
高知県幡多郡の位置（1.大月町 2.黒潮町 3.三原村 橙：後に他郡に編入された区域）

- 令制国一覧 > 南海道 > 土佐国 > 幡多郡
- 日本 > 四国地方 > 高知県 > 幡多郡

幡多郡（はたぐん）は、高知県（土佐国）の郡。
人口14,430人、面積376.56km²、人口密度38.3人/km²。（2025年2月1日、推計人口）
以下の2町1村を含む。
- 大月町（おおつきちょう）
- 三原村（みはらむら）
- 黒潮町（くろしおちょう）

## 郡域
1879年（明治12年）に行政区画として発足した当時の郡域は、上記の2町1村のほか、下記の区域にあたる。
- 宿毛市・土佐清水市・四万十市の全域
- 高岡郡四万十町の一部（大正中津川、折合、芳川、相去、烏手、大正北ノ川、弘瀬、打井川以西）

土佐国内の郡で最大の面積を有した。南海道でも牟婁郡に次いで広大であった。
高知県の西南部をなす地域である。天気予報でも幡多地域と呼ぶ。

## 古代
古くは播多郡とも書いた。平城宮跡で出土した木簡に、「播多郡嶋田里」と記されたのが、幡多郡の存在を示すもっとも古い証拠である。国郡里制が施行されていた大宝元年（701年）から霊亀元年（715年）のものである。今ある文献で初めて記すのは、貞観2年（860年）6月29日、土左国播多郡の地10町を施薬院に与えた事を記す『日本三代実録』である。

### 式内社
『延喜式』神名帳に記される郡内の式内社。
| 神名帳             | 神名帳                | 神名帳 | 神名帳 | 比定社     | 比定社                   | 比定社 | 集成 |
| 社名               | 読み                  | 格     | 付記   | 社名       | 所在地                   | 備考   | 集成 |
| ------------------ | --------------------- | ------ | ------ | ---------- | ------------------------ | ------ | ---- |
| 幡多郡 3座（並小） |                       |        |        |            |                          |        |      |
| 伊豆多神社         | イツタノ              | 小     |        | 伊豆田神社 | 高知県土佐清水市下ノ加江 |        |      |
| 高知坐神社         | タカシリノ- タカチニ- | 小     |        | 高知坐神社 | 高知県宿毛市平田町戸内   |        |      |
| 賀茂神社           | カモノ                | 小     |        | 加茂神社   | 高知県幡多郡黒潮町入野   |        |      |
| 凡例を表示         |                       |        |        |            |                          |        |      |

## 近世以降の沿革
- 明治初年時点で、全域が土佐高知藩領であった。「旧高旧領取調帳」に記載されている村（一部は郷）は以下の通り。（4郷130村）

佐賀村、伊与喜村、上山郷、十川村、伊田村、有井川村、川口村（現・黒潮町）、入野村、鍋島村、竹島村、井沢村、古津賀村、観音寺村、佐岡村、安並村、秋田村、麻生村、藤村、蕨岡村、伊才原村、田野川村、敷地村、岩田村、利岡村、若藤村、板ノ川村、鴨川村、津蔵淵村、間崎村、深木村、実崎村、山路村、坂本村、中村、宇山村、不破村、津野崎村、下田村、具同村、入田村、佐田村、悪瀬々村、手洗川村、川登村、高瀬村、楠村、田出ノ川村、鵜ノ江村、窪川村、勝間村、下山上分、下山下分、出井村、楠山村、三原郷、森沢村、楠島村、国見村、荒川村、生ノ川村、磯ノ川村、久才川村、横瀬村、有岡村、上ノ土居村、九樹村、江ノ村、山田村、平田村、芳奈村、橋上郷、布村、立石村、名鹿村、下野茅村、鍵懸村、大岐村、以布利村、窪津村、津呂村、伊佐村、松尾村、大浜村、中ノ浜村、清水村、越村、加久見村、浦尻村、奥猿野村、下猿野村、養老村、斧積村、三崎村、爪白村、川口村（現・土佐清水市）、片賀須村、宗呂村、貝ノ川村、大津村、有永村、田ノ浦村、津賀ノ川村、伊与野村、福良村、芳ノ沢村、石原村、添ノ川村、弘見村、清王村、春遠村、姫ノ井村、口目塚村、西泊村、才角村、小才角村、頭集村、鉾土村、平山村、一切村、樫浦村、周防形村、小間目村、赤泊村、柏島村、天地村、橘浦村、泊浦村、榊浦村、小筑紫村、湊浦村、内浦村、外浦村、小浦村、宿毛郷
- 明治4年7月14日（1871年8月29日） - 廃藩置県により高知県の管轄となる。
- 明治初年（4郷130村）
  - 平田村が分割して戸内村・黒川村となる。
  - 観音寺村が古津賀村に合併。
  - 川口村（現・黒潮町）が改称して上川口村となる。
- 明治8年（1875年）
  - このころ西泊村が赤泊村に合併。（4郷129村）
  - 川口村（現・土佐清水市）が改称して下川口村となる。
- 明治9年（1876年）（4郷127村2浦）
  - 2月25日 - 伊予国宇和郡母島浦・久保浦・小矢野浦・鵜来島[6]の所属郡が本郡に変更。母島浦・久保浦・小矢野浦が合併して母島となる。
  - 内浦村・外浦村が合併して内外ノ浦村となる。
  - 久才川村が横瀬村に合併。
  - 下野茅村が改称して下ノ加江村となる。
- 明治12年（1879年）
  - 1月4日[7] - 郡区町村編制法の高知県での施行により行政区画としての幡多郡が発足。郡役所が中村に設置。
  - 母島が改称して母島村となる。

### 町村制以降の沿革

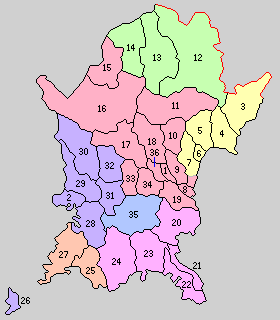
1.中村 2.宿毛村 3.佐賀村 4.白田川村 5.七郷村 6.入野村 7.田ノ口村 8.下田村 9.東山村 10.蕨岡村 11.山中村 12.東上山村 13.西上山村 14.十川村 15.江川崎村 16.津大村 17.大川筋村 18.後川村 19.八束村 20.伊豆田村 21.上灘村 22.清松村 23.三崎村 24.下川口村 25.月灘村 26.沖ノ島村 27.奥内村 28.小築紫村 29.和田村 30.橋上村 31.平田村 32.山奈村 33.中筋村 34.東中筋村 35.三原村 36.具同村（紫：宿毛市 桃：土佐清水市 赤：四万十市 橙：大月町 黄：黒潮町 緑：高岡郡四万十町 青：合併なし）

- 明治22年（1889年）4月1日 - 町村制の施行により、以下の各村が発足。《 》は左記の村の小村。（36村）
  - 中村 ← 中村、中村町[8]、宇山村、津野崎村、不破村（現・四万十市）
  - 宿毛村 ← 宿毛郷［宿毛村・錦村・小深浦村・大深浦村・樺村・宇須々木村・大島村・藻津村・坂下村］（現・宿毛市）
  - 佐賀村 ← 佐賀村、伊与喜村《枝郷鈴浦村・拳ノ川村・一ノ瀬村・橘川村・川奥村・荷稲村・市野々川村・中ノ川村・小黒川村・不破原村・熊井村・熊野浦村・藤縄村》（現・黒潮町）
  - 白田川村 ← 上川口村、伊田村、白浜村[9]、有井川村、入野村［枝郷蜷川村］（現・黒潮町）
  - 七郷村 ← 入野村［枝郷加持村・加持川村・浮鞭村[10]・口湊川村・奥湊川村・大井川村］（現・黒潮町）
  - 入野村（単独村制。現・黒潮町）
  - 田ノ口村 ← 入野村［枝郷馬荷村・橘川村・御坊畑村・上田ノ口村・下田ノ口村・田野浦村・出口村（現・黒潮町）・伊屋村（現・四万十市）］
  - 下田村 ← 下田村、井沢村、竹島村、鍋島村（現・四万十市）
  - 東山村 ← 安並村、麻生村、秋田村、佐岡村、古津賀村（現・四万十市）
  - 蕨岡村 ← 伊才原村、蕨岡村、藤村（現・四万十市）
  - 山中村 ← 上山郷［大用村、住次郎村、片魚村、大屋敷村、常六村、三ツ又村、小西川村、大西川村、竹屋敷村、古尾村］（現・四万十市）
  - 東上山村 ← 上山郷［田野々村、瀬里村、四手ノ川村、下岡村、上岡村、宇津井川村、上宮村、北ノ川村、弘瀬村、市野又村、烏手村、相去村、折合村、芳川村、西ノ川村、大奈路村、中津川村、下津井村、下道村、小屋加内村、江師村、小石村］（現・高岡郡四万十町）
  - 西上山村 ← 上山郷［四手村、轟村、窪川村、小野村、津賀村、大井川村、茅吹手村、浦越村、黒川村、野々川村、大道村、細々村］（現・高岡郡四万十町）
  - 十川村 ← 十川村《大野村・戸川村・烏村・地芳村・川口村・弘瀬村・井崎村》（現・高岡郡四万十町）
  - 江川崎村 ← 下山上分《下山村・江川村・半家村・長生村》、下山下分［用井村・西ヶ方村］（現・四万十市）
  - 津大村 ←　下山下分［津野川村・津賀村・藪ヶ市村・橘村・中家地村・下家地村・須崎村・大宮村・奥屋内村・口屋内村・玖木村・中半村・岩間村・茅生村・藤ノ川村］（現・四万十市）
  - 大川筋村 ← 川登村、田出ノ川村、手洗川村、悪瀬々村、鵜ノ江村、窪川村、勝間村、高瀬村、楠村（現・四万十市）
  - 後川村 ← 利岡村、若藤村、板ノ川村、鴨川村[11]、敷地村、佐田村、岩田村、田野川村（現・四万十市）
  - 八束村 ← 実崎村、山路村、津蔵淵村、初崎村[12]、坂本村、深木村、名鹿村、間崎村（現・四万十市）
  - 伊豆田村 ← 下ノ加江村、布村、久百村[13]、立石村、鍵掛村（現・土佐清水市）
  - 上灘村 ← 津村、大岐村、以布利村、津呂村、大谷村[14]（現・土佐清水市）
  - 清松村 ← 清水村、養老村、加久見村、浦尻村、横道村[15]、松尾村、伊佐村、大浜村、中ノ浜村、越村（現・土佐清水市）
  - 三崎村 ← 三崎村、奥猿野村、下猿野村、斧積村、爪白村（現・土佐清水市）
  - 下川口村 ← 下川口村、片賀須村、宗呂村、有永村、貝ノ川村、大津村（現・土佐清水市）
  - 月灘村 ← 姫ノ井村、才角村、小才角村、口目塚村、樫浦村、周防形村、赤泊村、春遠村（現・大月町）
  - 沖ノ島村 ← 弘瀬村[16]、母島村、鵜来島（現・宿毛市）
  - 奥内村 ← 弘見村、添ノ川村、小満目村、頭集村、一切村、鉾土村、平山村、天地村、橘浦村、泊浦村、芳ノ沢村、清王村、柏島村（現・大月町）
  - 小築紫村 ← 伊与野村、石原村、小筑紫村、福良村、榊浦村[17]、湊浦村、内外ノ浦村、小浦村、田ノ浦村、津賀ノ川村、呼崎村[18]（現・宿毛市）
  - 和田村 ← 宿毛郷［和田村・押ノ川村・二ノ宮村・山北村・中津野村・野地村・草木藪村］（現・宿毛市）
  - 橋上村 ← 橋上郷［平野村・野地村・奥奈路村・神有村・坂本村・京法村・還住藪村］、出井村、楠山村（現・宿毛市）
  - 平田村 ← 戸内村、黒川村、中山村[19]（現・宿毛市）
  - 山奈村 ← 山田村、芳奈村（現・宿毛市）
  - 中筋村 ← 有岡村、横瀬村、九樹村、上ノ土居村、磯ノ川村、生ノ川村（現・四万十市）
  - 東中筋村 ← 国見村、森沢村、楠島村、荒川村、江ノ村（現・四万十市）
  - 三原村 ← 三原郷［来栖野村・下長谷村・芳井村・上長谷村・狼内村・宮之川村・皆尾村・柚木村・弘野村・亀之川村・下切村・成山村[20]］（現存）
  - 具同村 ← 具同村、入田村（現・四万十市）
- 明治24年（1891年）4月1日 - 郡制を施行。
- 明治31年（1898年）
  - 11月10日 - 中村が町制施行して中村町となる。（1町35村）
  - 12月20日 - 宿毛村が町制施行して宿毛町となる。（2町34村）
- 大正3年（1914年）1月1日 - 東上山村が改称して大正村となる。
- 大正4年（1915年）4月1日 - 山中村が改称して富山村となる。
- 大正12年（1923年）4月1日 - 郡会が廃止。郡役所は存続。
- 大正13年（1924年）
  - 7月1日 - 清松村が改称して清水村となる。
  - 9月15日 - 清水村が町制施行して清水町となる。（3町33村）
- 大正15年（1926年）7月1日 - 郡役所が廃止され、内務省告示第82号により幡多支庁が設置される。
- 昭和2年（1927年）11月3日 - 下田村が町制施行して下田町となる。（4町32村）
- 昭和3年（1928年）11月10日 - 西上山村が改称して昭和村となる。
- 昭和15年（1940年）11月3日 - 佐賀村が町制施行して佐賀町となる。（5町31村）
- 昭和16年（1941年）4月1日 - 上灘村が清水町に編入。（5町30村）
- 昭和17年（1942年）6月15日 - 和田村が宿毛町に編入。（5町29村）
- 昭和18年（1943年）
  - 4月29日 - 田ノ口村・入野村・七郷村が合併して大方村が発足。（5町27村）
  - 11月3日 - 大方村が町制施行して大方町となる。（6町26村）
- 昭和22年（1947年）
  - 8月1日 - 大正村が町制施行して大正町となる。（7町25村）
  - 11月3日 - 三崎村が町制施行して三崎町となる。（8町24村）
- 昭和23年（1948年）4月1日 - 大正町の一部（折合）が高岡郡窪川町に編入。
- 昭和25年（1950年）11月3日（10町22村）
  - 小筑紫村が町制施行して小筑紫町となる。
  - 伊豆田村が町制施行・改称して下ノ加江町となる。
  - 11月11日 - 下川口村が町制施行して下川口町となる。（11町21村）
- 昭和26年（1951年）11月3日 - 奥内村が町制施行・改称して大内町となる。（12町20村）
- 昭和29年（1954年）
  - 3月31日（8町7村）
    - 中村町・下田町・東山村・蕨岡村・後川村・八束村・具同村・東中筋村・富山村・大川筋村・中筋村が合併して中村市が発足し、郡より離脱。
    - 宿毛町・小筑紫町・橋上村・平田村・山奈村・沖ノ島村が合併して宿毛市が発足し、郡より離脱。

  - 8月1日 - 清水町・下ノ加江町・三崎町・下川口町が合併して土佐清水市が発足し、郡より離脱。（4町7村）
- 昭和31年（1956年）9月1日 - 大方町・白田川村が合併し、改めて大方町が発足。（4町6村）
- 昭和32年（1957年）
  - 2月11日 - 大内町・月灘村が合併して大月町が発足。（4町5村）
  - 4月1日 - 大方町の一部（伊屋）が中村市、一部（白浜）が佐賀町に編入。
  - 8月1日 - 昭和村・十川村が合併して十和村が発足。（4町4村）
- 昭和33年（1958年）4月1日 - 津大村・江川崎村が合併して西土佐村が発足。（4町3村）
- 平成17年（2005年）4月10日 - 西土佐村が中村市と合併して四万十市が発足し、郡より離脱。（4町2村）
- 平成18年（2006年）3月20日（2町1村）
  - 大正町・十和村が高岡郡窪川町と合併して高岡郡四万十町が発足。
  - 大方町・佐賀町が合併して黒潮町が発足。

### 変遷表
| 明治22年以前 | 明治22年4月1日                    | 明治22年 - 昭和19年              | 明治22年 - 昭和19年              | 昭和20年 - 昭和29年                     | 昭和20年 - 昭和29年                     | 昭和30年 - 昭和63年               | 平成1年 - 現在                        | 現在                    |
| ------------ | --------------------------------- | -------------------------------- | -------------------------------- | --------------------------------------- | --------------------------------------- | --------------------------------- | ------------------------------------- | ----------------------- |
|              | 佐賀村                            | 昭和15年11月3日 町制             | 昭和15年11月3日 町制             | 佐賀町                                  | 佐賀町                                  | 佐賀町                            | 平成18年3月20日 黒潮町                | 黒潮町                  |
|              | 七郷村                            | 昭和18年4月29日 大方村           | 昭和18年11月3日 町制             | 大方町                                  | 大方町                                  | 昭和32年4月1日 白浜を佐賀町に編入 | 平成18年3月20日 黒潮町                | 黒潮町                  |
|              | 七郷村                            | 昭和18年4月29日 大方村           | 昭和18年11月3日 町制             | 大方町                                  | 大方町                                  | 昭和31年9月1日 大方町             | 平成18年3月20日 黒潮町                | 黒潮町                  |
|              | 白田川村                          | 白田川村                         | 白田川村                         | 白田川村                                | 白田川村                                |                                   | 平成18年3月20日 黒潮町                | 黒潮町                  |
|              | 入野村                            | 昭和18年4月29日 大方村           | 昭和18年11月3日 町制             | 大方町                                  | 大方町                                  |                                   | 平成18年3月20日 黒潮町                | 黒潮町                  |
|              | 田ノ口村                          | 昭和18年4月29日 大方村           | 昭和18年11月3日 町制             | 大方町                                  | 大方町                                  |                                   | 平成18年3月20日 黒潮町                | 黒潮町                  |
|              | 昭和32年4月1日 伊屋を中村市に編入 | 昭和18年4月29日 大方村           | 昭和18年11月3日 町制             | 大方町                                  | 大方町                                  | 平成17年4月10日 四万十市          | 四万十市                              |                         |
|              | 中村                              | 明治31年11月10日 町制改称 中村町 | 明治31年11月10日 町制改称 中村町 | 昭和29年3月31日 中村市                  | 昭和29年3月31日 中村市                  | 平成17年4月10日 四万十市          | 四万十市                              | 中村市                  |
|              | 下田村                            | 昭和2年11月3日 町制              | 昭和2年11月3日 町制              | 昭和29年3月31日 中村市                  | 昭和29年3月31日 中村市                  | 平成17年4月10日 四万十市          | 四万十市                              | 中村市                  |
|              | 山中村                            | 大正4年4月1日 改称 富山村        | 大正4年4月1日 改称 富山村        | 昭和29年3月31日 中村市                  | 昭和29年3月31日 中村市                  | 平成17年4月10日 四万十市          | 四万十市                              | 中村市                  |
|              | 大川筋村                          | 大川筋村                         | 大川筋村                         | 昭和29年3月31日 中村市                  | 昭和29年3月31日 中村市                  | 平成17年4月10日 四万十市          | 四万十市                              | 中村市                  |
|              | 後川村                            | 後川村                           | 後川村                           | 昭和29年3月31日 中村市                  | 昭和29年3月31日 中村市                  | 平成17年4月10日 四万十市          | 四万十市                              | 中村市                  |
|              | 蕨岡村                            | 蕨岡村                           | 蕨岡村                           | 昭和29年3月31日 中村市                  | 昭和29年3月31日 中村市                  | 平成17年4月10日 四万十市          | 四万十市                              | 中村市                  |
|              | 東山村                            | 東山村                           | 東山村                           | 昭和29年3月31日 中村市                  | 昭和29年3月31日 中村市                  | 平成17年4月10日 四万十市          | 四万十市                              | 中村市                  |
|              | 八束村                            | 八束村                           | 八束村                           | 昭和29年3月31日 中村市                  | 昭和29年3月31日 中村市                  | 平成17年4月10日 四万十市          | 四万十市                              | 中村市                  |
|              | 中筋村                            | 中筋村                           | 中筋村                           | 昭和29年3月31日 中村市                  | 昭和29年3月31日 中村市                  | 平成17年4月10日 四万十市          | 四万十市                              | 中村市                  |
|              | 東中筋村                          | 東中筋村                         | 東中筋村                         | 昭和29年3月31日 中村市                  | 昭和29年3月31日 中村市                  | 平成17年4月10日 四万十市          | 四万十市                              | 中村市                  |
|              | 具同村                            | 具同村                           | 具同村                           | 昭和29年3月31日 中村市                  | 昭和29年3月31日 中村市                  | 平成17年4月10日 四万十市          | 四万十市                              | 中村市                  |
|              | 江川崎村                          | 江川崎村                         | 江川崎村                         | 江川崎村                                | 江川崎村                                | 平成17年4月10日 四万十市          | 四万十市                              | 昭和33年4月1日 西土佐村 |
|              | 津大村                            | 津大村                           | 津大村                           | 津大村                                  | 津大村                                  | 平成17年4月10日 四万十市          | 四万十市                              | 昭和33年4月1日 西土佐村 |
|              | 清松村                            | 大正13年7月1日 改称 清水村       | 大正13年9月15日 町制             | 清水町                                  | 昭和29年8月1日 土佐清水市               | 土佐清水市                        | 土佐清水市                            | 土佐清水市              |
|              | 上灘村                            | 上灘村                           | 昭和16年4月1日 清水町に編入      | 清水町                                  | 昭和29年8月1日 土佐清水市               | 土佐清水市                        | 土佐清水市                            | 土佐清水市              |
|              | 伊豆田村                          | 伊豆田村                         | 伊豆田村                         | 昭和25年11月3日 町制改称 下ノ加江町     | 昭和29年8月1日 土佐清水市               | 土佐清水市                        | 土佐清水市                            | 土佐清水市              |
|              | 三崎村                            | 三崎村                           | 三崎村                           | 昭和22年11月3日 町制                    | 昭和29年8月1日 土佐清水市               | 土佐清水市                        | 土佐清水市                            | 土佐清水市              |
|              | 下川口村                          | 下川口村                         | 下川口村                         | 昭和25年11月11日 町制                   | 昭和29年8月1日 土佐清水市               | 土佐清水市                        | 土佐清水市                            | 土佐清水市              |
|              | 三原村                            | 三原村                           | 三原村                           | 三原村                                  | 三原村                                  | 三原村                            | 三原村                                | 三原村                  |
|              | 宿毛村                            | 明治32年12月20日 町制            | 明治32年12月20日 町制            | 宿毛町                                  | 昭和29年3月31日 宿毛市                  | 宿毛市                            | 宿毛市                                | 宿毛市                  |
|              | 和田村                            | 昭和17年6月15日 宿毛町に編入     | 昭和17年6月15日 宿毛町に編入     | 宿毛町                                  | 昭和29年3月31日 宿毛市                  | 宿毛市                            | 宿毛市                                | 宿毛市                  |
|              | 小筑紫村                          | 小筑紫村                         | 小筑紫村                         | 昭和25年11月3日 町制                    | 昭和29年3月31日 宿毛市                  | 宿毛市                            | 宿毛市                                | 宿毛市                  |
|              | 沖ノ島村                          | 沖ノ島村                         | 沖ノ島村                         | 沖ノ島村                                | 昭和29年3月31日 宿毛市                  | 宿毛市                            | 宿毛市                                | 宿毛市                  |
|              | 橋上村                            | 橋上村                           | 橋上村                           | 橋上村                                  | 昭和29年3月31日 宿毛市                  | 宿毛市                            | 宿毛市                                | 宿毛市                  |
|              | 平田村                            | 平田村                           | 平田村                           | 平田村                                  | 昭和29年3月31日 宿毛市                  | 宿毛市                            | 宿毛市                                | 宿毛市                  |
|              | 山奈村                            | 山奈村                           | 山奈村                           | 山奈村                                  | 昭和29年3月31日 宿毛市                  | 宿毛市                            | 宿毛市                                | 宿毛市                  |
|              | 奥内村                            | 奥内村                           | 奥内村                           | 昭和26年11月3日 町制改称 大内町         | 昭和26年11月3日 町制改称 大内町         | 昭和32年2月11日 大月町            | 大月町                                | 大月町                  |
|              | 月灘村                            | 月灘村                           | 月灘村                           | 月灘村                                  | 月灘村                                  | 昭和32年2月11日 大月町            | 大月町                                | 大月町                  |
|              | 十川村                            | 十川村                           | 十川村                           | 十川村                                  | 十川村                                  | 昭和32年8月1日 十和村             | 平成18年3月20日 高岡郡 四万十町の一部 | 高岡郡 四万十町         |
|              | 西上山村                          | 昭和3年11月10日 改称 昭和村      | 昭和3年11月10日 改称 昭和村      | 昭和村                                  | 昭和村                                  | 昭和32年8月1日 十和村             | 平成18年3月20日 高岡郡 四万十町の一部 | 高岡郡 四万十町         |
|              | 東上山村                          | 大正3年1月1日 改称 大正村        | 大正3年1月1日 改称 大正村        | 昭和22年8月1日 町制                     | 昭和22年8月1日 町制                     | 大正町                            | 平成18年3月20日 高岡郡 四万十町の一部 | 高岡郡 四万十町         |
|              | 東上山村                          | 大正3年1月1日 改称 大正村        | 大正3年1月1日 改称 大正村        | 昭和23年4月1日 折合を高岡郡窪川町に編入 | 昭和23年4月1日 折合を高岡郡窪川町に編入 | 高岡郡 窪川町の一部               | 平成18年3月20日 高岡郡 四万十町の一部 | 高岡郡 四万十町         |

## 行政
歴代郡長
| 代 | 氏名 | 就任年月日               | 退任年月日                | 備考                   |
| -- | ---- | ------------------------ | ------------------------- | ---------------------- |
| 1  |      | 明治12年（1879年）1月4日 |                           |                        |
|    |      |                          | 大正15年（1926年）6月30日 | 郡役所廃止により、廃官 |